# Adair Village
Adair Village es una ciudad ubicada en el condado de Benton en el estado estadounidense de Oregón. En el año 2000 tenía una población de 536 habitantes y una densidad poblacional de 862.3 personas por km².

## Geografía
Adair Village se encuentra ubicada en las coordenadas 44°40′25″N 123°13′4″O / 44.67361, -123.21778.

## Demografía
Según la Oficina del Censo en 2000 los ingresos medios por hogar en la localidad eran de $49,000, y los ingresos medios por familia eran $51,667. Los hombres tenían unos ingresos medios de $38,750 frente a los $29,286 para las mujeres. La renta per cápita para la localidad era de $16,311. Alrededor del 9.0% de la población estaban por debajo del umbral de pobreza.